# Kraljevo sodišče, London
Kraljevo sodišče, običajno imenovano Law Courts, je sodna stavba v Westminstru, v kateri sta Višje sodišče in Prizivno sodišče Anglije in Walesa. Višje sodišče zaseda tudi v okrožju in v drugih večjih mestih. Zasnoval jo je George Edmund Street, ki je umrl, preden je bila dokončana, in je velika siva kamnita stavba v slogu viktorijanske gotike, zgrajena v 1870-ih letih in jo je odprla kraljica Viktorija leta 1882. Je eno največjih sodišč v Evropi. To je zavarovana stavba I. stopnje.
Stoji ob Strandu v mestu Westminster, blizu meje z City of London (Temple Bar). Obdajajo ga štiri stavbe Inns of Court, cerkev St Clement Danes, The Australian High Commission, King's College London in London School of Economics. Najbližji postaji londonske podzemne železnice sta Chancery Lane in Temple. Centralno kazensko sodišče, splošno znano kot Old Bailey po svoji ulici, je približno 1⁄2 milje (0,8 km) vzhodno – središče kronskega sodišča brez neposredne povezave s kraljevim sodiščem.

## Zgodovina
Stoletja so bila ta sodišča v Westminstrski dvorani; vendar so se v 19. stoletju sodniki odločili, da sodišča potrebujejo namensko zgrajeno strukturo. Velik del pripravljalnega pravnega dela je dokončal Edwin Wilkins Field, vključno s promocijo Zakona o gradnji sodišč iz leta 1865 (28. in 29. Vict. c. 48) in Zakona o koncentraciji (lokacije) sodišč iz leta 1865 (28. in 29. Vict. c 49). V stavbi stoji kip Fielda. Parlament je plačal 1.453.000 funtov za 24.000 m² veliko zemljišče, na katerem je bilo treba porušiti 450 hiš.
Iskanje načrta za sodišča je potekalo na natečaju, kar je bil takrat običajen pristop pri izbiri projekta in arhitekta. Natečaj je potekal od leta 1866 do 1867 in dvanajst arhitektov, ki so se potegovali za pogodbo, je vsak predložil načrte za lokacijo. Leta 1868 je bilo končno odločeno, da je zmagoval George Edmund Street. Gradnjo so leta 1873 začeli gospodje Bull & Sons iz Southamptona. Njegovi zidarji so v zgodnji fazi vodili resno stavko, ki je grozila, da se bo razširila na druge obrti in povzročila začasno zaustavitev del. Posledično so prihajali tuji delavci – večinoma Nemci. To je pri stavkajočih ljudeh vzbudilo hudo sovražnost in prišleke je bilo treba nastaniti in nahraniti v stavbi. Vendar so bili ti spori na koncu poravnani in stavba je potrebovala osem let za dokončanje; uradno jo je odprla kraljica Viktorija 4. decembra 1882.
Street je umrl, preden je bila stavba odprta, premagan z delom. Stavba je bila plačana z gotovino, zbrano na sodišču iz zapuščine v znesku 700.000 GBP. Dela iz hrastovine in oprema na dvorišču sta stala nadaljnjih 70.000 funtov, z dekoracijo in opremo pa so skupni stroški stavbe znašali manj kot 1 milijon funtov.
Stavba je bila razširjena po načrtih sira Henryja Tannerja, da bi ustvarili stavbo West Green, dokončano leta 1912. Leta 1968 je sledila stavba Queen's Building, dvorišče Thomasa Mora pa je bilo dokončano januarja 1990.
Stavba je bila med pandemijo Covid-19 leta 2021 uporabljena kot Nightingale Court za kazenske procese.

## Arhitektura
Zasnova vključuje simetrično glavno pročelje, obrnjeno proti The Strand; osrednji del, ki je stopničast nazaj, ima obokana vrata, ki vodijo v Veliko dvorano; ima petdelno okno v izrezljanem okvirju v prvem nadstropju in zatrep z rozeto zgoraj. Na vrhu zatrepa je skulptura Jezusa s flècheom zadaj. Obstajajo tudi kipi Mojzesa, Salomona in Alfreda Velikega, štirje kipi, ki simbolizirajo stebre angleške pravne tradicije. Na obeh straneh osrednjega dela so stolpi s suličastimi okni s stranskimi krili zunaj. Na vzhodnem koncu pročelja Stranda je visok stolp z uro, na vrhu katerega je piramidasta streha, zaključek in drog za zastavo;  vsebuje uro in pet zvonov (skupno tehtajo 8¼ ton) Gillett, Bland & Co.
V notranjosti so sodišča razporejena ob veliki dvorani, ki poteka v smeri sever–jug; na vzhodu je del s pisarnami za sodno osebje, razporejenimi okrog dvorišča. Velika dvorana vsebuje doprsni kip kraljice Viktorije kiparja Alfreda Gilberta.
Arhitekturni zgodovinar Nikolaus Pevsner je stavbo opisal kot »predmetno lekcijo svobodne kompozicije, brez simetrije klasike, vendar ne nedisciplinirano, kjer je simetrija opuščena«. David Brownlee je trdil, da je nanjo vplivalo reformistično politično gibanje in visoko viktorijansko arhitekturno gibanje, in jo je opisal kot »običajno mešansko zadevo«, medtem ko jo je Turnor opisal kot »zadnjo veliko posvetno stavbo neogotike«.
Vladna umetniška zbirka vsebuje sliko Henryja Tanwortha Wellsa, ki prikazuje kraljico Viktorijo, kako odpira stavbo leta 1882.